# Józef Tracz
Józef Bronisław Tracz, né le 1er septembre 1964 à Żary, est un lutteur polonais.

## Biographie
Durant sa carrière, il a représenté les clubs du LKS Agros Żary et du Śląsk Wrocław.

## Palmarès

### Jeux olympiques
- Médaille de bronze en moins de 82 kg aux Jeux olympiques de 1996 à Atlanta (États-Unis).
- Médaille d'argent en moins de 82 kg aux Jeux olympiques de 1992 à Barcelone (Espagne).
- Médaille de bronze en moins de 82 kg aux Jeux olympiques de 1988 à Séoul (Corée du Sud).

### Championnats du monde
- 20e en catégorie des moins de 76 kg en 1998
- 7e en catégorie des moins de 76 kg en 1997
- 7e en catégorie des moins de 74 kg en 1995
- Médaille d'argent en catégorie des moins de 74 kg en 1994
- Médaille d'argent en catégorie des moins de 74 kg en 1993
- 5e en catégorie des moins de 74 kg en 1991
- 8e en catégorie des moins de 74 kg en 1989
- Médaille d'argent en catégorie des moins de 74 kg en 1987

### Championnats d'Europe
- 22e en catégorie des moins de 74 kg en 1996
- 7e en catégorie des moins de 82 kg en 1992
- 4e en catégorie des moins de 74 kg en 1990
- 5e en catégorie des moins de 74 kg en 1989
- 4e en catégorie des moins de 74 kg en 1988